# Cerțești
Cerțești – wieś w Rumunii, w okręgu Gałacz, w gminie Cerțești. W 2011 roku liczyła 828 mieszkańców.